# 密猟
密猟（みつりょう、英: poaching）とは、国際間の協定や法令を無視して陸上の動物を採取する事である。魚介類を不法に採取することは密漁と書き分けて区分する。鯨類や鰭脚類や海牛瑠偉などの水棲哺乳類（海獣）には「密猟」を使う。植物の場合には密採（みっさい）と呼ばれるが、日本語では薬草やキノコなどの採取活動に対しても「狩り」と呼ばれることから広義で「密猟」の語が用いられることがある。

## 概要
密猟の対象となる動物は、ペットとして求められる場合もあれば、牙など一部の部位のみを求める場合、さらには食材や漢方薬の材料として求められる場合など様々なケースがあるが、いずれも標的となった動物がその土地からいなくなることに変わりはない。特に、絶滅が危惧されている動物や需要がある動物は、裏のルートでは高値が付く。そのため、法律で規制されていても、密猟が摘発される事例は後を絶たず、摘発者が殺害される事例も存在する。
絶滅が危惧されている動物は、その個体数自体が僅かであるため、たとえ一頭だけが採取されたとしても、種の存続に多大なダメージを負う可能性もある。実際、人間による乱獲が原因で動物が絶滅した事例は、枚挙にいとまがない。
そのため、密猟行為は厳重に取り締まらなければならないのだが、これら密猟の標的になりやすい貴重な動物は、特にアフリカや東南アジアなど国家財政が厳しい国家に分布しているケースも多い。これらの国家では、まずは国民が豊かになる施策こそが重要であり、動物保護は後回しにされてしまう。さらに、官僚の汚職が進行している国家では、密猟を取り締まるべき法執行機関が賄賂によって懐柔されたり、時には治安当局者自らが密猟に参加することさえある。このように、世界的には密猟への対策が十分に取られているとは言い難い。
2000年代後半になると、大規模なゾウの密猟が目立つようになったと言われる。内戦などによる紛争によって供給されたAK-47などの軍事用武器が密猟に転用されている技術的背景や、現代における象牙消費の中心であるアジア（特に中国やタイ）での需要拡大といった経済的背景が影響している。
一方、密猟取り締まりの過程で、地域住民の狩猟道具や仕事用品の没収、抵抗する住民への虐待が報告されている。狩猟道具を奪われた結果、地域住民が動物性タンパク質を自給できない状態が懸念され、生活実態と狩猟実態の乖離を見直す必要性が提唱されているほか、密猟取り締まりとゾウによる農業被害の二重苦が生じているとも指摘されている。
自然保護団体による先住民への人権蹂躙も懸念されており、国際NGO「Survival International」は、世界自然保護基金の先住民の権利侵害を告発するビデオをYouTubeに公開している。
その中で、住民は次のように語っている。

保全活動家はもうたくさん。私たちバカ・ピグミーで、彼らと同じ制服を着ている人が一人でもいるでしょうか？彼ら保全活動家は、私達から得たお金を分けてくれますか？ そんなことはあった試しがありません。彼らの仕事はただ、森を駄目にするだけ。私たちは、スポーツ・ハンティングのお客さんにも来てほしくない。彼らから私たちが得るものは何もないから。スポーツ・ハンターと保全活動家は、森を駄目にしてるだけ。彼らは良くない。彼ら白人があなたを森の中で見つけたら、動物のように殺すでしょう。まるであなたを動物だと見ているかのようにして。いったい全体、なんで白人が私が森の食べ物を口にしたいかどうかってことに、いちいちいちゃもんをつけられるって言うのか。

## 日本の事例
現在の日本で広く行われている密猟としては、メジロやクマタカなど挙げられる。
明治時代後期、アホウドリをはじめとした鳥類密猟を目的とした日本人の北西ハワイ諸島への進出が「バード・ラッシュ」と呼ばれる日米間の国際問題となった。日本国内においても、ニホンオオカミやラッコ、ニホンアシカ、ニホンカワウソを対象とした密猟が多く、ニホンカワウソの最後に確認された個体群は、密猟者が見つけたものであった。
1970年代にかけて岐阜県東濃地方では、カスミ網によるツグミ、アオバト、ルリビタキなどの密猟が盛んに行われていた。網を張る「トヤ場」（密猟場）の中には番小屋が拵えられ、野鳥料理やビールを提供するところもあった。1970年、日本野鳥の会が航空写真で岐阜県内のトヤ場を調査したところ、多治見市内で45ヶ所、恵那市内で137ヶ所、土岐市内で89ヶ所など計1000ヶ所を確認している。